# France International Baseball Tournament 2014
Navigation
2016
Le France International Baseball Tournament 2014 est un tournoi international de baseball qui se déroule du 4 au 9 septembre 2014 à Sénart. 
Le tournoi, aussi nommé Yoshida Challenge, est dédiée à Monsieur Yoshida, ancien joueur/manager des Hanshin Tigers, membre du Temple de la renommée du baseball nippon en Manager de l'Équipe de France de baseball dans les années 90. 
L'édition 2014 et accueille le Japon, les Pays-Bas et la Belgique et sert de préparation aux Bleus pour le Championnat d'Europe de baseball 2014.

## Participants

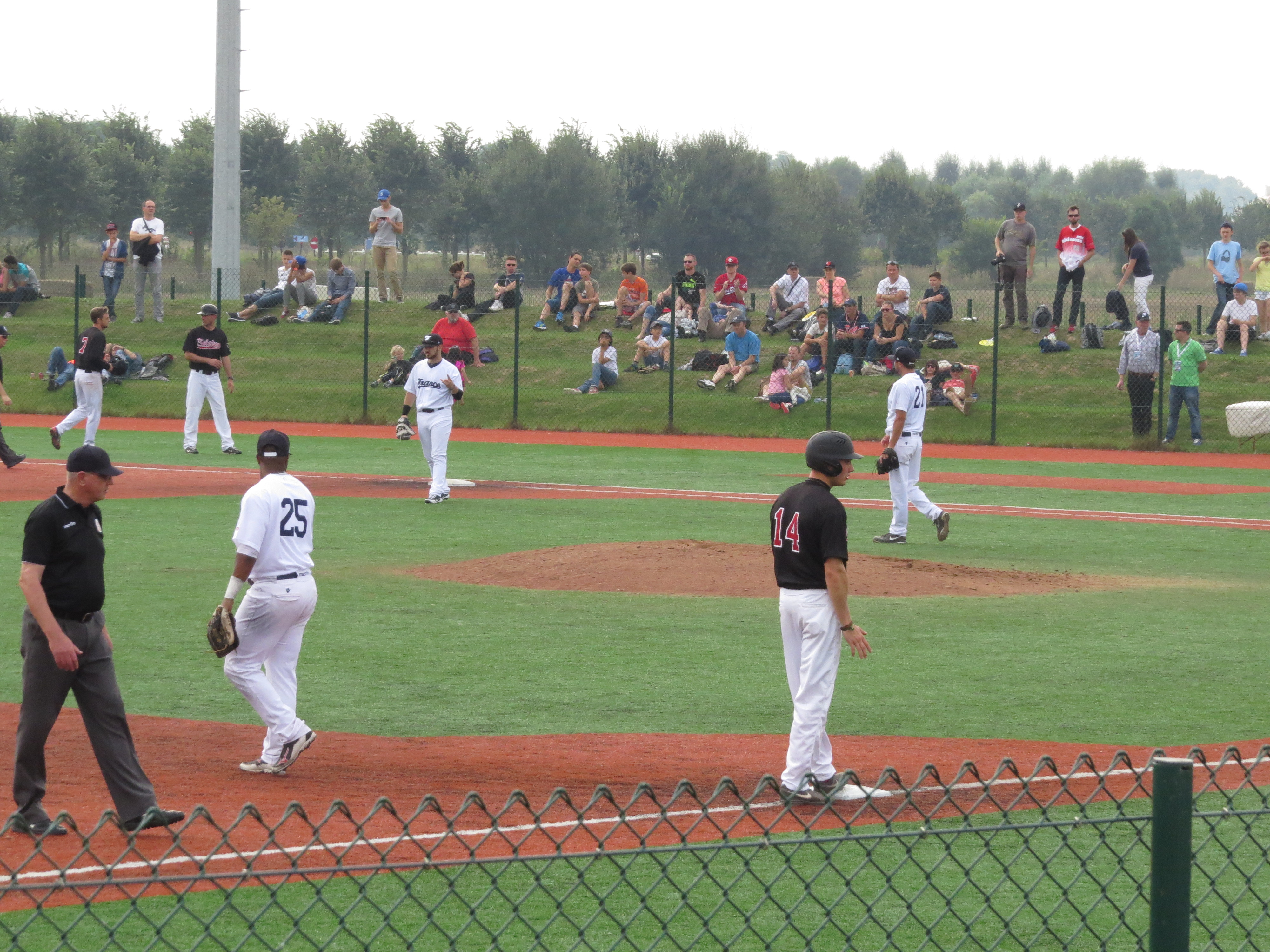
Match entre l'équipe de France et la Belgique

- Belgique
- France
- Japon
- Pays-Bas

## Formule
Le tournoi se joue au format round robin simple suivi d'une finale entre les deux premiers de poule.
Le 10 juin 2014 la Fédération Française de Baseball et Softball obtient pour le Yoshida Challenge la sanction de la Fédération internationale de baseball (IBAF). Les résultats des rencontres entreront donc en compte pour le Classement mondial de l'IBAF.

## Calendrier et résultats

### Match de gala France vs Japon
Un match de gala se tient le 4 septembre entre la France et le Japon.
| 4 septembre 2014 | France | 8 - 7 Boxscore | Japon | Sénart |

### Poule
| 5 septembre 2014 | Belgique | 3 - 11 Boxscore | Japon | Sénart |

| 6 septembre 2014 | France | 6 - 3 Boxscore | Belgique | Sénart |

| 6 septembre 2014 | Pays-Bas | 2 - 0 Boxscore | Japon | Sénart |

| 7 septembre 2014 | Pays-Bas | 10 - 0 Boxscore | Belgique | Sénart |

| 7 septembre 2014 | France | 10 - 5 Boxscore | Japon | Sénart |

| 8 septembre 2014 | France | 12 - 8 Boxscore | Pays-Bas | Sénart |

| Pl. | Équipe   | J | V | D | %     |
| --- | -------- | - | - | - | ----- |
| 1   | France   | 3 | 3 | 0 | 1.000 |
| 2   | Pays-Bas | 3 | 2 | 1 | 0.666 |
| 3   | Japon    | 3 | 1 | 2 | 0.333 |
| 4   | Belgique | 3 | 0 | 3 | 0.000 |

### Finale
| 9 septembre 2014 | France | 2 - 3 Boxscore | Pays-Bas | Sénart |

## Récompenses
- MVP: Kalian SAMS (Pays-Bas)